# Jeroen Gulikers
Jeroen Pierre Gulikers (Eerbeek, 24 november 1975) is een Nederlands accordeonist, toetsenist, dirigent, componist en arrangeur.

## Levensloop

### Jeugd en opleiding
Jeroen Gulikers werd geboren in Eerbeek. Hij begon op 9-jarige leeftijd accordeonlessen bij muziekvereniging "AMIOH" in Brummen. Zijn leraren waren onder meer Inge Zieverink en Harriët Markus. Hierna bezocht hij het gymnasium in Apeldoorn. Vervolgens studeerde hij accordeon aan het ArtEZ Conservatorium in Arnhem bij Miny Dekkers. Tijdens zijn opleiding nam hij deel aan het Erasmus studieproject.

### Carrière
Gulikers behaalde prijzen op diverse concoursen, waaronder een eerste prijs op de concoursen van de NOVAM (Nederlandse Organisatie Voor Accordeon en Mondharmonica), een tweede prijs op de International Tape-recording Competition te Wiesbaden, een eerste, tweede, Gaudeamus- en Donemusprijs op het Prinses Christina Concours en een derde prijs op het SJMN-concours (Stichting Jong Muziektalent Nederland).
Hij maakte een aantal jaren deel uit van muziektheatergroep Doloroso van Quirine Melssen, dat het programma 'La Donna Ideale', muziektheater 'met de zangkwaliteit uit de opera, het absurde en groteske uit de revue en vol met passie en hartstocht' bestaande uit voornamelijk eigen composities, presenteerde. Als duo met Quirine verzorgde hij ook enkele Italiaanse programma's in 2005. Met het Meriam de Korte ensemble speelde hij in 2010/2011 het programma 'Die Stadt im Wandel'.
Verder werkte hij o.a. met Henk Westbroek (Het Goede Doel) en Joost Belinfante (Doe Maar, C.C.C. Inc., Fay Lovsky), Samen met Joost verzorgde Gulikers de muziek voor de VPRO-documentaire ‘Zonder rabbinaal toezicht’ van Netty Rosenfeld . De muziek uit deze documentaire werd nadien vertolkt bij de opening van de fototentoonstelling 'Jongens van Jan de Witt' door Jan Blokker in de Nieuwe Kerk in Amsterdam. Ook verzorgden Joost en Gulikers een optreden tijdens de Kleinkunstcaroussel 1999 in De Kleine Komedie.
Gulikers werkte mee aan een serie openluchtvoorstellingen 'Onder het Melkwoud' van Dylan Thomas in het openluchttheater te Velp. Verder maakte hij enkele jaren deel uit van accordeon ensemble InterAccemble. Ook werkte hij mee aan de voorstelling 'De Behang Conversaties' van Penelope Producties.
Daarnaast speelde Gulikers toetsen/accordeon in de coverband Let's Try, die heeft bestaan van eind 2000 tot zomer 2003. Deze band speelde vooral voor het eigen plezier en deed een paar optredens per jaar.
Verder was Gulikers in 2003/2004 accordeonist/toetsenist/thereminist/backing vocalist in nederpopband AMeHOELA (voorheen Umupop). Het repertoire van AMeHOELA bestond uit Nederlandstalig eigen werk, met als uitgangspunt ska/reggae-pop. AMeHOELA speelde o.a. voorprogramma's van Henk Westbroek en Luie Hond en speelde op Bevrijdingsfestival Flevoland.
Gulikers dirigeerde bij Hollandia Showorkest uit Apeldoorn, Advendo uit Wilp, De Almelonia’s uit Almelo, Accona uit Beekbergen en Kunst Na Arbeid uit Epe. Momenteel is hij dirigent van accordeonverenigingen Amady uit Brummen en Aeolus uit Dieren, waar hij ook verantwoordelijk is voor een deel van de arrangementen.
Gulikers heeft jarenlang gespeeld in ensemble D'Acht, opgericht in 1994, dat bestond uit professionele accordeonisten en vakstudenten, een ensemble dat een programma presenteerde om de veelzijdigheid van het instrument te laten horen. D'Acht speelde o.a. op het jaarlijkse Prinsengrachtenfestival te Amsterdam en tijdens het driejaarlijkse International World Music Festival te Innsbruck waar zij de eerste prijs in de wacht sleepten. D'Acht maakte twee CD's, in 1999 de CD 'GeD'Achten' waarop enkele speciaal voor D'Acht gecomponeerde werken te vinden zijn en in 2005 de CD 'Piazzolla Hoog D'Achtend' met daarop werken van Astor Piazzolla.
In 2008/2009 was Gulikers als accordeonist/toetsenist verbonden aan het orkest van de met vele prijzen bekroonde musical 'Ciske de Rat' van Stage Entertainment. Ook maakte Gulikers deel uit van het accordeon/strijkers-ensemble Stracc, dat o.a. een concerttour maakte in 2012 met als thema '13.0.0.0.0', het einde der tijden volgens de Maya's.
Gulikers is als eerste accordeonist verbonden aan het Nederlands Symfonisch Accordeon Orkest, voorheen REL, dat hoge ogen gooide tijdens het driejaarlijkse International World Music Festival te Innsbruck in 2004, 2007, 2010, 2013 en 2016. Het NSAO organiseerde twee keer het REL Festival, een groot festival voor accordeonorkesten, en nam een CD op getiteld 'Lunapark'. Ook verzorgde het NSAO concerttours met organist Geerten Liefting en het Hollands Vocaal Ensemble en verleende in 2014 medewerking aan het concert Beatrix met hart en ziel in de Ahoy in Rotterdam bij de troonswisseling van koningin Beatrix.
Gulikers is jarenlang als jurylid verbonden geweest aan het VARA Kinderen voor Kinderen Festival. Daarnaast is hij actief als componist en arrangeur. Zijn liedjes zijn uitgevoerd door o.a. Kinderen voor Kinderen, Berget Lewis en Karin Bloemen. Veel van zijn liedjes schrijft en produceert hij onder de naam RJ Rootz, een samenwerkingsverband met Raymond ter Horst. RJ Rootz produceerde o.a. de single ‘Selfie’ van Channah en bracht in 2017 een album met kinderliedjes uit.

## Discografie

### Albums
- 1999 - GeD'Achten (met D'Acht)
- 2003 - Thoughts of Ian (met Three Of A Kind)
- 2004 - Live Schefferspop 2004 (met AMeHOELA)
- 2005 - Piazzolla Hoog D'Achtend (met D'Acht)
- 2009 - Three birds on one stone (met Out Of The Blue)
- 2011 - Lunapark (met Accordeonorkest REL)
- 2016 - Bach & Mahler (met Nederlands Symfonisch Accordeon Orkest)
- 2017 - Boekenwurm en andere liedjes (met RJ Rootz & Joyce van Gils)

### Singles
- 2003 - Demo (met Umupop)
- 2004 - AMeHOELA (met AMeHOELA)
- 2007 - Laatste groet
- 2015 - In 't Oosten (met RJ Rootz & Elène Vaye)
- 2016 - Kerstman help me alsjeblieft (met RJ Rootz & Joyce van Gils)
- 2017 - Reptielenrock (met RJ Rootz & Joyce van Gils)
- 2017 - Mijn vader is een held (met RJ Rootz & Joyce van Gils)
- 2017 - Rolstoel (met RJ Rootz & Joyce van Gils)
- 2017 - Leonardo (met RJ Rootz & Joyce van Gils)
- 2017 - Boekenwurm (met RJ Rootz & Joyce van Gils)

### Tracks op verzamelalbums
- 1994 - Brummen 1200 laat zich horen ('Free world fantasy' met AMIOH)
- 1998 - De muze woont in Apeldoorn ('Introduction and Allegro for accordion and violincello' van Mátyás Seiber met Christiaan van Hemert)

### Medewerking aan andere artiesten
- 2002 - Joost Belinfante - Zing dan mee? (accordeonist)
- 2005 - Jeroen van Delft - Boven de wolken (single) (componist/toetsenist)
- 2010 - Plan Nederland Kinderkoor & Berget Lewis - Because I'm a girl (single) (componist)
- 2011 - Net4Kids Kinderkoor - Wereldsymfonie (componist 'De maan' & 'Because I'm a girl')
- 2011 - Kinderen voor Kinderen - 32 - Zo bijzonder! (componist 'Boekenwurm')
- 2013 - Kinderen voor Kinderen - 34 - Klaar voor de start (componist 'Kriebelkrabbel')
- 2016 - Channah - Selfie (single) (componist/producent)